# 森田アルミ工業
森田アルミ工業株式会社（もりたアルミこうぎょう）は、大阪府阪南市に拠点を構える建材メーカーである。

## 沿革
- 1972年、大阪府泉南市において森田アルミ工業所として創業
- 1980年、本社工場を泉南郡阪南町下出に移転
- 1983年、法人組織に改組し、森田アルミ工業株式会社に社名変更資本金500万円
- 1989年、資本金3,000万円に増資
- 2000年、阪南市尾崎町に新社屋（本社・工場）完成
- 2006年、森田有信会長就任、森田和信社長就任

## 受賞歴
- 2005年、室内パーティション「falce」がグッドデザイン特別賞（中小企業庁長官賞）受賞
- 2006年、網戸機能付面格子「SOL」がグッドデザイン賞受賞
- 2008年、アルミ巾木「albase」がグッドデザイン賞受賞
- 2009年、室内物干しワイヤー「pid」がグッドデザイン特別賞（中小企業庁長官賞）受賞、アルミ忍び返し「AG」がグッドデザイン 賞受賞
- 2010年、アルミ忍び返し「AG」が「iF product design award 2010（ドイツ）」受賞